# Sabzevar
Sabzevar is een stad in Iran, gelegen op ongeveer 250 kilometer van de provinciehoofdstad Mashhad. De stad werd in de oudheid Beihagh (Beyhaq) genoemd. In 2011 had de stad een inwoneraantal van 231.000.
Sabzevar is een commercieel centrum voor landbouwproducten zoals druiven en rozijnen. Er is een kleinschalige industrie, onder andere voedselverwerking, koperwaren en elektrische motoren.

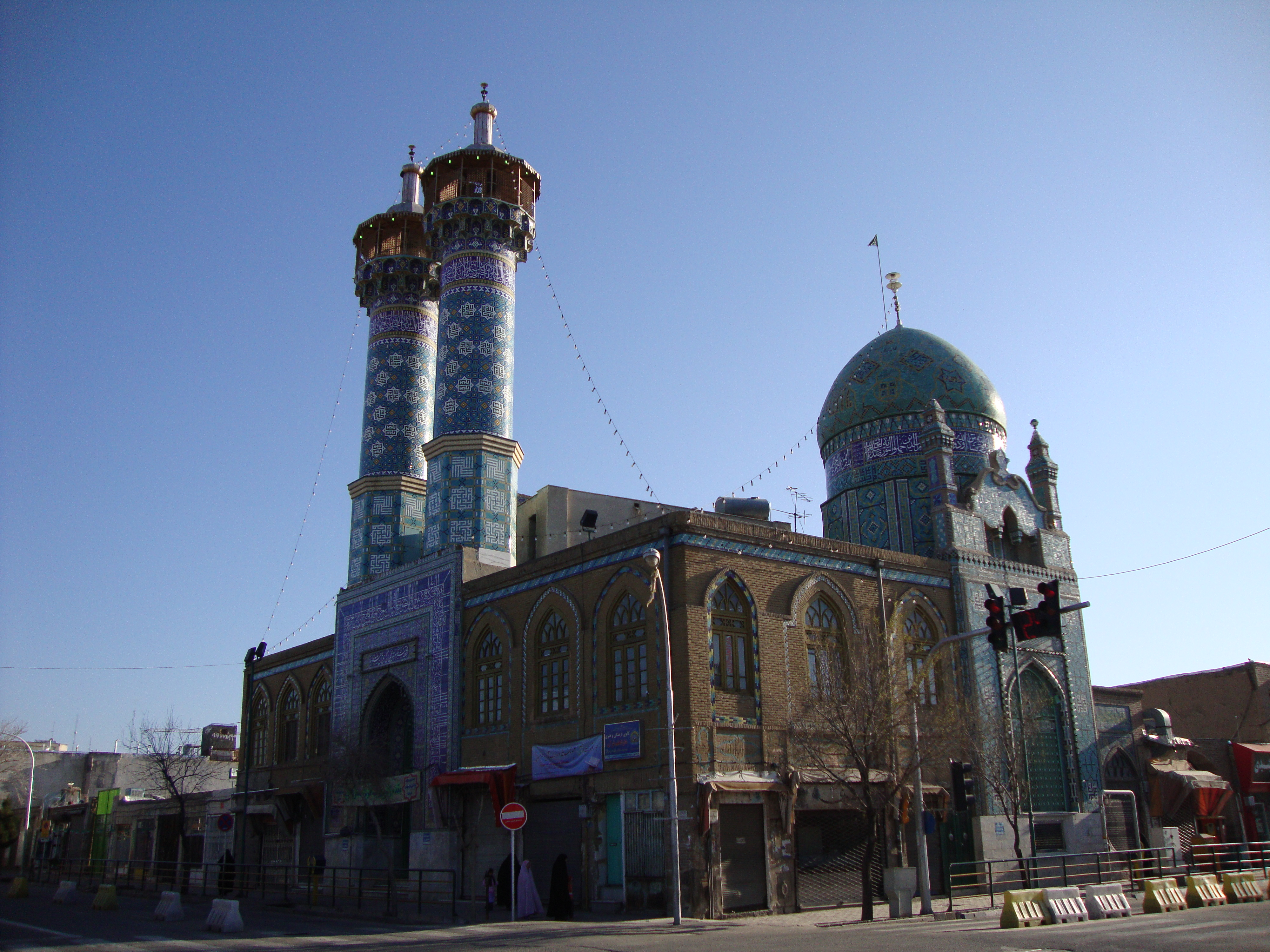
Mausoleum van Yahya